# 阿武塞霍
阿武塞霍，是西班牙卡斯蒂利亚-莱昂萨拉曼卡省的一个市镇。 总面积23平方公里，总人口249人（2001年），人口密度11人/平方公里。